# Southeast Arcadia
Southeast Arcadia é uma Região censo-designada localizada no estado americano de Flórida, no Condado de DeSoto.

## Demografia
Segundo o censo americano de 2000, a sua população era de 6064 habitantes.

## Geografia
De acordo com o United States Census Bureau tem uma área de
18,9 km², dos quais 18,9 km² cobertos por terra e 0,0 km² cobertos por água.

## Localidades na vizinhança
O diagrama seguinte representa as localidades num raio de 40 km ao redor de Southeast Arcadia.